# لهشتن (زاله‌هلتسلاند)
لهشتن (به آلمانی: Lehesten) یک شهر در آلمان است که در زاله‌هلتسلاند واقع شده‌است. لهشتن ۷۰۰ نفر جمعیت دارد.